# Станіслав-Гурни
Станіслав-Гурни (пол. Stanisław Górny) — село в Польщі, у гміні Вадовиці Вадовицького повіту Малопольського воєводства.
Населення — 1086 осіб (2011).

## Історія
У 1975-1998 роках село належало до Бельського воєводства, підпорядковувалося районній адміністрації у Вадовицях.

## Демографія
Демографічна структура станом на 31 березня 2011 року:
|          | Загалом | Допрацездатний вік | Працездатний вік | Постпрацездатний вік |
| -------- | ------- | ------------------ | ---------------- | -------------------- |
| Чоловіки | 540     | 133                | 361              | 46                   |
| Жінки    | 546     | 119                | 336              | 91                   |
| Разом    | 1086    | 252                | 697              | 137                  |